# Johannes Pløger
Johannes Theodor Louis Pløger (Frederiksberg, 3 aprile 1922 – Frederiksberg, 4 febbraio 1991) è stato un calciatore danese, di ruolo attaccante.

## Carriera

### Club
Inizia la carriera nella squadra del Boldklubben Frem di Copenaghen e con le sue 164 presenze e 101 reti contribuisce alla vittoria dei campionati 1940-1941 e 1943-1944 e della coppa nel 1940.
Il primo gennaio 1949 viene ingaggiato dalla Juventus per la cifra, per l'epoca notevole, di 40 milioni di lire, con un blitz di mercato ai danni del Milan. Per risarcire in parte la squadra rossonera dello sgarbo, il presidente bianconero Gianni Agnelli cedette ai milanesi l'opzione sul centravanti svedese Nordahl.
Ploeger rimane nella Juventus per sola una stagione totalizzando 16 presenze e un gol. Esordisce in Serie A il 9 gennaio 1949 nell'incontro Juventus-Lazio (4-1) segnandovi il terzo gol al 66', in una gara definita dalla Gazzetta dello Sport un "lusinghiero esordio", dopo aver saltato quella che doveva essere la sua prima gara, una sfida in trasferta a Novara che fu rinviata per neve il 2 gennaio 1949 e proprio al Novara viene ceduto nella stagione successiva in cui realizza 6 gol in 22 presenze. La sua terza stagione in Italia la disputa con la maglia del Torino con un bilancio di 25 presenze e 2 gol, quindi l'Udinese l'ingaggia nel 1951 e lui vi rimane per tre anni collezionando 75 presenze e segnando 8 reti.

### Nazionale
Debutta in Nazionale nell'ottobre del 1940, disputando in totale 21 incontri segnando 8 reti.
Partecipa al Giochi olimpici del 1948 di Londra realizzando 2 reti in 4 partite (di cui una contro la nazionale italiana, eliminata nei quarti di finale dalla squadra danese) e conquistando la medaglia di bronzo.
Gioca la sua ultima partita nell'ottobre del 1948 a causa del suo trasferimento in Italia, in quanto al tempo il regolamento della Federazione danese proibiva di rappresentare il proprio paese ai giocatori professionistici; prima di allora lavorava in una ditta di lavori meccanici per automobili.

## Statistiche

### Cronologia presenze e reti in nazionale
| Cronologia completa delle presenze e delle reti in nazionale ― Danimarca | Cronologia completa delle presenze e delle reti in nazionale ― Danimarca | Cronologia completa delle presenze e delle reti in nazionale ― Danimarca | Cronologia completa delle presenze e delle reti in nazionale ― Danimarca | Cronologia completa delle presenze e delle reti in nazionale ― Danimarca | Cronologia completa delle presenze e delle reti in nazionale ― Danimarca | Cronologia completa delle presenze e delle reti in nazionale ― Danimarca | Cronologia completa delle presenze e delle reti in nazionale ― Danimarca |
| Data                                                                     | Città                                                                    | In casa                                                                  | Risultato                                                                | Ospiti                                                                   | Competizione                                                             | Reti                                                                     | Note                                                                     |
| ------------------------------------------------------------------------ | ------------------------------------------------------------------------ | ------------------------------------------------------------------------ | ------------------------------------------------------------------------ | ------------------------------------------------------------------------ | ------------------------------------------------------------------------ | ------------------------------------------------------------------------ | ------------------------------------------------------------------------ |
| 20-10-1940                                                               | Copenaghen                                                               | Danimarca                                                                | 3 – 3                                                                    | Svezia                                                                   | Amichevole                                                               | 0                                                                        |                                                                          |
| 14-9-1941                                                                | Stoccolma                                                                | Svezia                                                                   | 2 – 2                                                                    | Danimarca                                                                | Amichevole                                                               | 1                                                                        |                                                                          |
| 19-10-1941                                                               | Copenaghen                                                               | Danimarca                                                                | 2 – 1                                                                    | Svezia                                                                   | Amichevole                                                               | 1                                                                        |                                                                          |
| 16-11-1941                                                               | Dresda                                                                   | Germania                                                                 | 1 – 1                                                                    | Danimarca                                                                | Amichevole                                                               | 0                                                                        |                                                                          |
| 20-6-1943                                                                | Copenaghen                                                               | Danimarca                                                                | 3 – 2                                                                    | Svezia                                                                   | Amichevole                                                               | 1                                                                        |                                                                          |
| 16-6-1946                                                                | Oslo                                                                     | Norvegia                                                                 | 2 – 1                                                                    | Danimarca                                                                | Amichevole                                                               | 0                                                                        |                                                                          |
| 23-6-1946                                                                | Copenaghen                                                               | Danimarca                                                                | 3 – 1                                                                    | Svezia                                                                   | Amichevole                                                               | 1                                                                        |                                                                          |
| 8-7-1946                                                                 | Copenaghen                                                               | Danimarca                                                                | 2 – 0                                                                    | Norvegia                                                                 | Amichevole                                                               | 0                                                                        |                                                                          |
| 1-9-1946                                                                 | Helsinki                                                                 | Finlandia                                                                | 2 – 5                                                                    | Danimarca                                                                | Amichevole                                                               | 1                                                                        |                                                                          |
| 6-10-1946                                                                | Göteborg                                                                 | Svezia                                                                   | 3 – 3                                                                    | Danimarca                                                                | Amichevole                                                               | 0                                                                        |                                                                          |
| 20-10-1946                                                               | Copenaghen                                                               | Danimarca                                                                | 7 – 1                                                                    | Norvegia                                                                 | Amichevole                                                               | 0                                                                        |                                                                          |
| 20-6-1947                                                                | Copenaghen                                                               | Danimarca                                                                | 2 – 2                                                                    | Cecoslovacchia                                                           | Amichevole                                                               | 0                                                                        |                                                                          |
| 26-6-1947                                                                | Stoccolma                                                                | Svezia                                                                   | 6 – 1                                                                    | Danimarca                                                                | Amichevole                                                               | 0                                                                        |                                                                          |
| 12-6-1948                                                                | Copenaghen                                                               | Danimarca                                                                | 1 – 2                                                                    | Norvegia                                                                 | Torneo Nordico                                                           | 0                                                                        |                                                                          |
| 26-6-1948                                                                | Copenaghen                                                               | Danimarca                                                                | 8 – 0                                                                    | Polonia                                                                  | Amichevole                                                               | 1                                                                        |                                                                          |
| 31-7-1948                                                                | Londra                                                                   | Egitto                                                                   | 1 – 3                                                                    | Danimarca                                                                | Olimpiadi 1948                                                           | 1                                                                        |                                                                          |
| 5-8-1948                                                                 | Londra                                                                   | Danimarca                                                                | 5 – 3                                                                    | Italia                                                                   | Olimpiadi 1948                                                           | 1                                                                        |                                                                          |
| 10-8-1948                                                                | Londra                                                                   | Svezia                                                                   | 4 – 2                                                                    | Danimarca                                                                | Olimpiadi 1948                                                           | 0                                                                        |                                                                          |
| 13-8-1948                                                                | Londra                                                                   | Danimarca                                                                | 5 – 3                                                                    | Inghilterra                                                              | Olimpiadi 1948                                                           | 0                                                                        | Medaglia di bronzo                                                       |
| 26-9-1948                                                                | Copenaghen                                                               | Danimarca                                                                | 0 – 0                                                                    | Inghilterra                                                              | Amichevole                                                               | 0                                                                        |                                                                          |
| 10-10-1948                                                               | Stoccolma                                                                | Svezia                                                                   | 1 – 0                                                                    | Danimarca                                                                | Torneo Nordico                                                           | 0                                                                        |                                                                          |
| Totale                                                                   |                                                                          | Presenze                                                                 | 21                                                                       |                                                                          | Reti                                                                     | 8                                                                        |                                                                          |

## Palmarès

### Club

#### Competizioni nazionali
- Campionato danese: 2

Frem: 1940-1941, 1943-1944
- Coppa di Danimarca: 1

Frem: 1940

### Nazionale
- Bronzo olimpico: 1

Londra 1948